# Sybra hebridarum
Sybra hebridarum là một loài bọ cánh cứng trong họ Cerambycidae.